# Breinigerberg
Breinigerberg és un dels pobles que formen part de la ciutat de Stolberg, una de les ciutats més grans del districte d'Aachen. Breinigerberg forma part de la regió administrativa (Regierungsbezirk) de Colònia que pertany a l'estat de Rin del Nord-Westfàlia. Tenia 971 habitants el 2005.
- (alemany) Informació sobre Breinig + Breinigerberg
- (alemany) Breinigerberg Arxivat 2020-06-22 a Wayback Machine.